# 불꽃놀이 (스트라빈스키)
《불꽃놀이 마장조 작품번호 4》(프랑스어: Feu d'artifice)는 이고르 스트라빈스키가 1908년에 작곡한 관현악곡이다. 1909년 2월 6일에 알렉산더 실로티의 지휘로 상트페테르부르크에서 초연되었다. 

## 개요
이 작품으로 세르게이 댜길레프의 인정을 받아 《불새》, 《페트루슈카》 등을 쓰게 되었다. 따라서 이 작품은 스트라빈스키가 작곡가로 성장하는 계기가 되었다고 할 수 있다.

## 악기 편성
- 목관악기: 피콜로, 플루트2, 오보에2(제2는 잉글리시 호른을 겸함), 클라리넷3(제3은 베이스 클라리넷을 겸함), 바순2
- 금관악기: 호른6, 트럼펫3, 트롬본3, 튜바
- 타악기: 팀파니, 트라이앵글, 큰북, 심벌즈, 종
- 건반악기: 첼레스타
- 현악기: 하프2, 현악 5부